# Pereiras-Gare
 Pereiras-Gare  ist ein Ort und eine ehemalige Gemeinde in der portugiesischen Region Alentejo.

## Verwaltung
Pereiras-Gare war eine Gemeinde (Freguesia) im Kreis (Concelho) von Odemira, mit einer Fläche von 63,9 km² und 271 Einwohnern (Stand 30. Juni 2011). Dies entspricht einer Bevölkerungsdichte von 4,2 Einw./km². Die eigenständige Gemeinde Pereiras-Gare wurde 1985 durch Abspaltung aus der Gemeinde Santa Clara-a-Velha geschaffen.
Im Zuge der administrativen Neuordnung in Portugal wurde die Gemeinde Pereiras-Gare am 29. September 2013 aufgelöst und erneut Santa Clara-a-Velha angegliedert.

## Verkehr
Der Ort liegt an der Eisenbahnstrecke Linha do Sul. Sein Bahnhof steht unter Denkmalschutz.